# Закарпатье
Закарпа́тье (русин. Подкарпатя, Подкарпаття укр. Закарпаття, чеш.  и словац. Podkarpatská Rus, пол. Zakarpacie, Ruś Zakarpacka, Ruś Podkarpacka) — историко-географическая область в Центральной Европе, с древнейших времён территория компактного проживания славянских народов, в том числе восточнославянской народности — русинов (рутенов). 
Закарпатье занимает Закарпатскую низменность, предгорья и южные склоны Карпат. Историческая Карпатская Русь занимает территорию областей (комитатов) Спиш, Шариш, Земплин, Унг, Берег, Угоча, Мармарош Венгерского королевства и включает современное Закарпатье, Прешовскую Русь на территории нынешней Словакии, и область Марамуреш, расположенную в Румынии.
С X века входила в состав Венгерского королевства, с XVI века, после его распада под натиском Османской империи, территория поделена между Королевской Венгрией и Княжеством Трансильванией. Обе части, в свою очередь, с XVII века вошли в состав империи Габсбургов (с 1867 года — Австро-Венгрии). После Первой мировой войны по Сен-Жерменскому (1919) и Трианонскому (1920) мирным договорам была включена в состав Чехословакии. В 1938—1940 годах при активной поддержке нацистской Германии Трианонский договор был пересмотрен; были приняты Венские арбитражи, по которым Венгрия, в частности, вернула себе Закарпатье. В 1944 году этот регион был освобождён советскими войсками. 26 ноября 1944 года Съезд народных комитетов в г. Мукачеве принял манифест о воссоединении Закарпатской Украины с Советской Украиной. Решения Венских арбитражей были отменены. По договору между СССР и Чехословацкой Республикой от 29 июня 1945 года Закарпатская Украина была включена в состав УССР. 22 января 1946 года была образована Закарпатская область УССР с центром в городе Ужгороде.
Сейчас Закарпатье входит в состав Западной Украины (Закарпатская область), Словакии (в основном Прешовский край), Румынии (Марамуреш (жудец)).

## Славяне в Закарпатье
Заселение Закарпатья славянскими племенами через карпатские перевалы началось примерно со II века н. э. Результаты археологических раскопок показывают, что к VIII—IX веках низменные районы Закарпатья были довольно густо заселены. Местные жители, занимавшиеся земледелием, видимо, принадлежали к белым хорватам, проживавшим по обе стороны Карпатских гор. Вторжение древневенгерского союза племён на дунайскую равнину отрезало их от сородичей — южных славян, и под влиянием постоянного притока переселенцев с другой стороны Карпат, продолжавшегося вплоть до XIX века, население Закарпатья постепенно оказалось интегрировано в восточнославянскую этническую общность. В составленном в 1440 годах Комиссионном списке Новгородской первой летописи младшего извода (НПЛ мл), Троицком и Толстовском списках НПЛ и в новгородско-софийском своде (НСС), датированном А. Г. Бобровым 1418 годом, упоминаются «гости подугорские». По мнению И. П. Филевича, Олег выдавал себя и своих спутников за карпато-русских купцов из карпатского Подугорья.

## В составе Австро-Венгрии

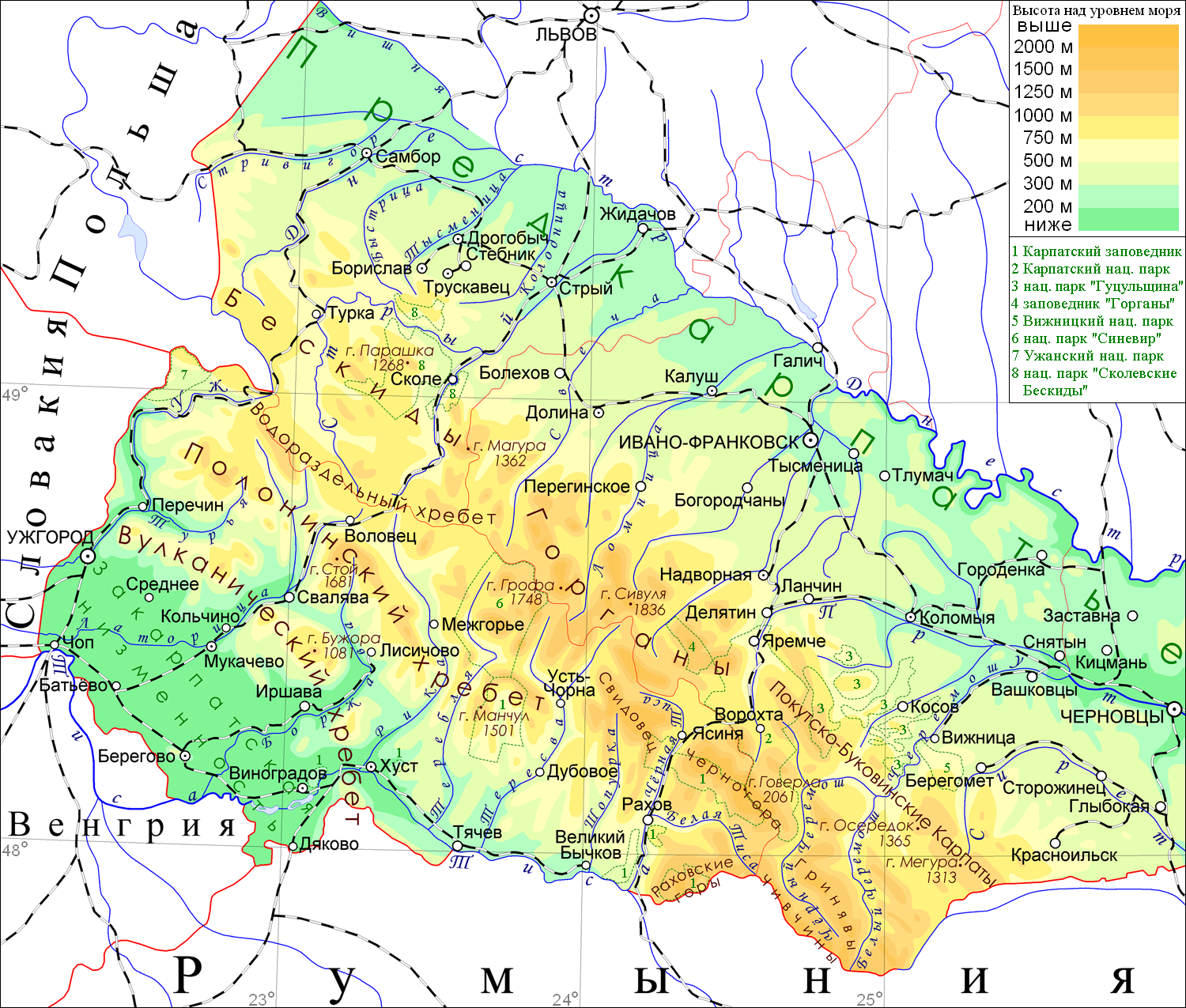
Украинские Карпаты. Физическая карта

В отличие от австрийских Галиции и Буковины, вошедших в состав непосредственно Австро-Венгрии как отдельные территориальные образования, территория Угорской Руси находилась в составе Венгрии и была разделена в административном отношении между несколькими комитатами. Угорские русины в XIX веке представляли собой в основном бесправную крестьянскую массу, подвергавшуюся притеснениям и мадьяризации. Положение их было более тяжёлым, чем у русин в австрийской Галиции. 

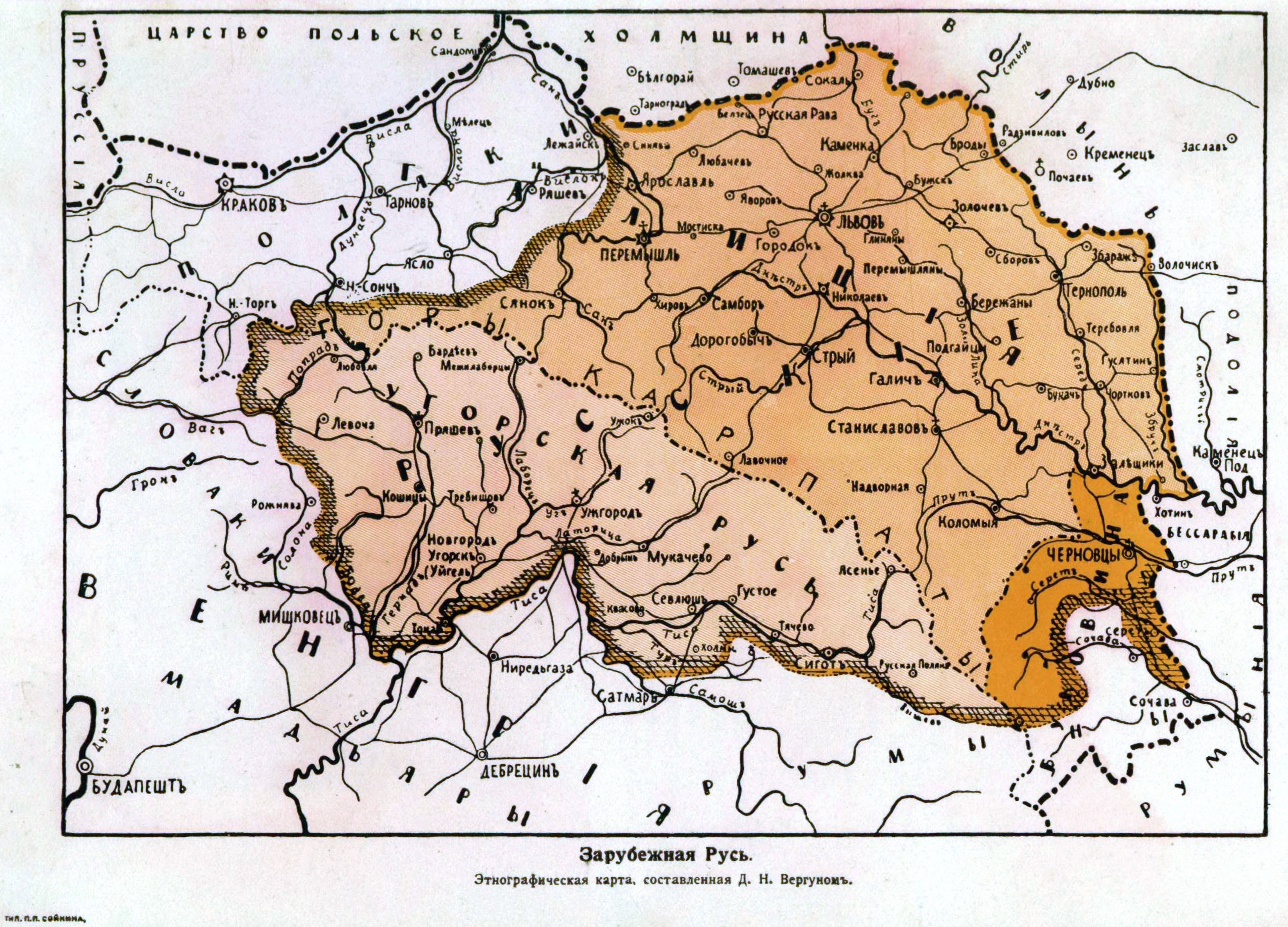
Славянские территории, входившие в состав Австро-Венгрии, — Угорская Русь, Галиция, Буковина. Этнографическая карта, составленная Д. Н. Вергуном.

Большое значение для пробуждения национального самосознания в русинском населении Венгрии имело участие русской армии в усмирении революции 1848—1849 годов в Венгрии. После восстания четыре комитата, населённых русинами, были объединены в отдельную область, во главе которой был поставлен А. И. Добрянский. При нём преподавание в ужгородской мужской гимназии стало вестись на русинском языке, на улицах появились вывески на русинском языке. Священник Духнович стал издавать на русинском языке народные книги, которые пользовались широкой популярностью.
Однако в 1867 году империя Габсбургов была преобразована в двуединую конституционную монархию, в рамках которой мадьяры на территории внутренне самостоятельного Венгерского королевства получили права полных хозяев. Усилилось подавление самостоятельной жизни национальностей, подчинённых Венгрии, в то время как Галиция и Буковина по конституции 1867 года составили отдельные автономные области со своими сеймами (органами местного законодательства и самоуправления).
В начале XX века населённое русинами Закарпатье представляло собой бедный отсталый аграрный регион, где почти отсутствовала промышленность. В горах, где было мало пахотной земли, крестьяне занимались выпасом скота и заготовкой леса. Экономика региона не развивалась, что приводило к большому оттоку населения — массовой эмиграции в Америку.
По не совсем надёжным данным официальной венгерской статистики, в 1910 году численность русинского населения Угорской Руси равнялась 472 тыс. человек.

## История Подкарпатской Руси в составе Чехословакии

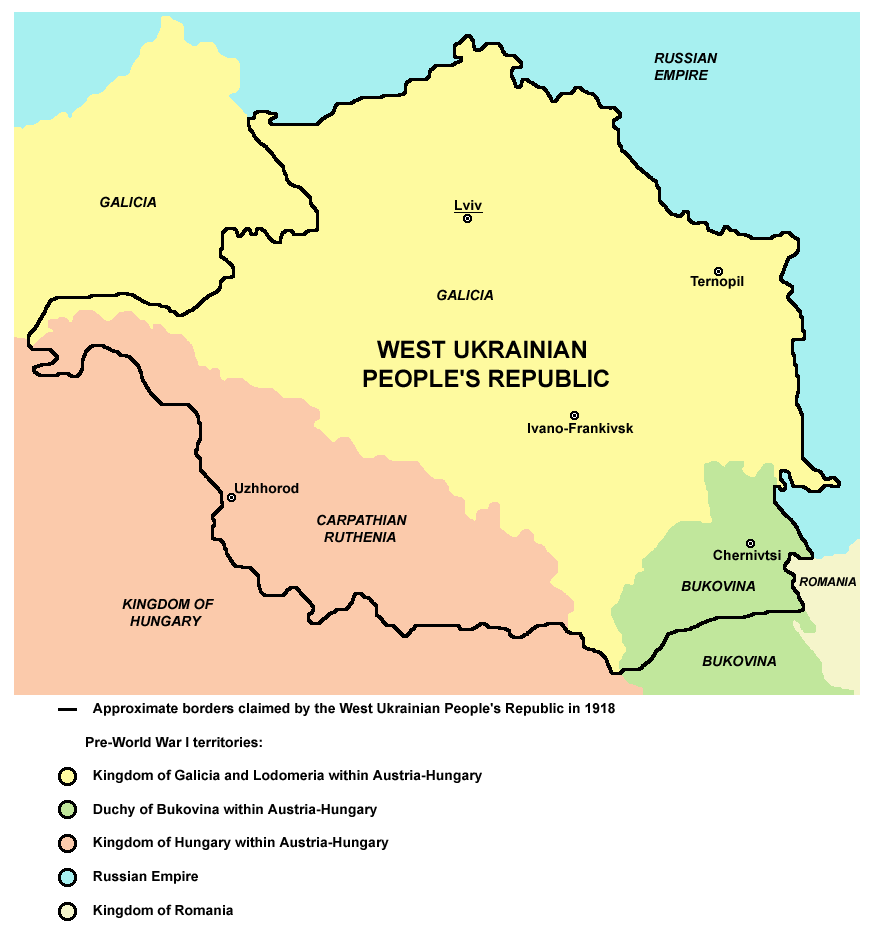

После распада Австро-Венгрии в ноябре 1918 года некоторые русинские политики на встрече в Старой Любовне, а позднее в Прешове приняли постановление об отделении от Венгрии, но вопрос о присоединению к какому-либо государству не был решён. Собрание русинских эмигрантов в американском Скрентоне во главе с юристом Григорием Жатковичем проголосовало за присоединение к Чехословакии. Голоса разделились таким образом — 67 % опрошенных проголосовало за вхождение края в Чехословакию, 28 % за присоединение к Украине, 2 % за полную независимость, 1 % за соединение с Галицией, незначительное количество проголосовало за присоединение к Венгрии и России. Тем не менее мнение американских русинов не было сразу же принято в Карпатской Руси. Народное собрание в Ужгороде выразилось за присоединение к Венгрии с требованием автономии, народное собрание в Хусте потребовало присоединения к Украине, а «Рада галицких и угорских русинов» во главе с Антоном Бескидом в Прешове поддержала решение присоединиться к Чехословакии. Не оставалась в стороне и Венгрия, которая 26 декабря 1918 года провозгласила автономный статус Карпатской Руси в составе Венгрии под названием «Русская Краина». В это же самое время делегация словацких русинов вела переговоры в Будапеште с Миланом Годжей о присоединении к Чехословакии.

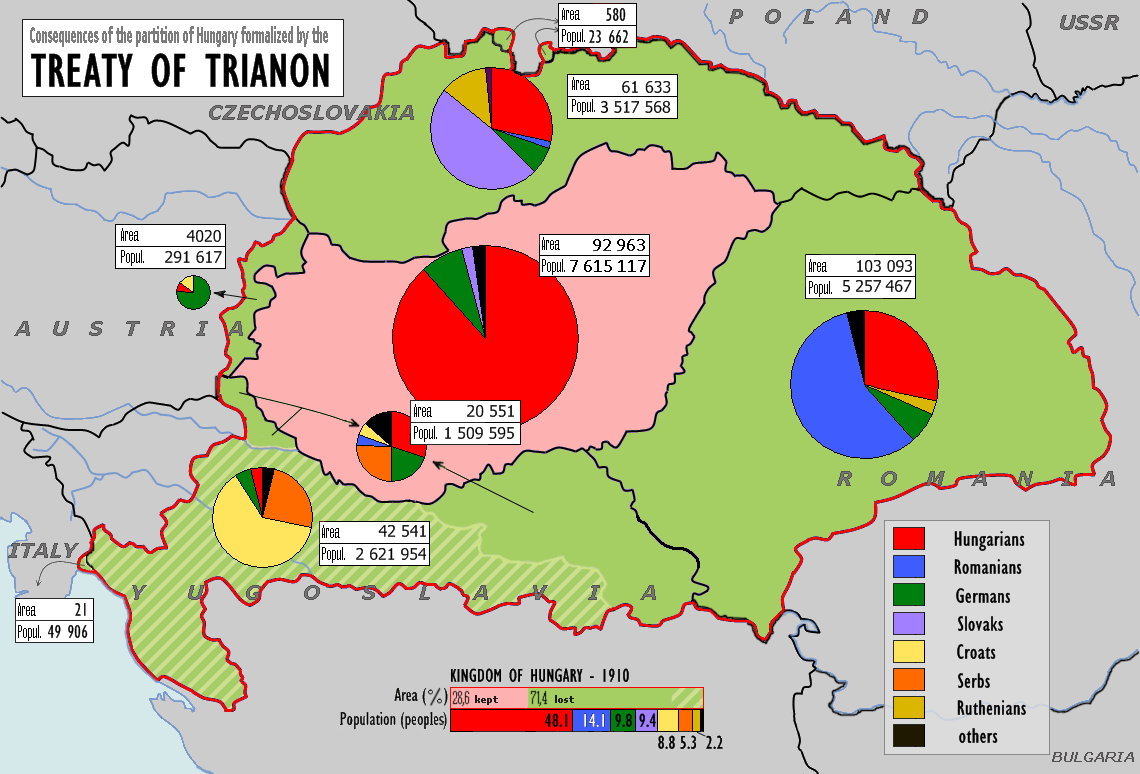
Венгрия по Трианонскому договору (светло-зелёный цвет) и отошедшие от неё территории (тёмно-зелёный). Указан этнический состав регионов на 1920 г.

В начале 1919 года чехословацкая армия заняла Карпатскую Русь. Григорий Жаткович встретился в Париже с Антоном Бескидом, где был принят меморандум для Парижской мирной конференции. 23 апреля 1919 года был подготовлено прошение о вхождении для президента ЧСР Томаша Масарика, а 8 мая в Ужгороде после совещания Бескида, Волошина и Жатковича собранием было принято решение о присоединении к Чехословакии. После этого Масарик послал в Карпатскую Русь своих представителей, которые по возвращении составили рапорт о крайней отсталости территории. После дискуссий было решено отказать Карпатской Руси войти в состав Чехословакии. Тем не менее, союзники практически заставили Чехословакию на переговорах в Сен-Жермене (см.: Сен-Жерменский договор) принять Карпатскую Русь в свой состав, опасаясь, что она станет частью Венгрии. Таким образом 10 сентября 1919 года Карпатская Русь вошла в состав Чехословакии на правах автономии. Окончательно статус территории был подтверждён Трианонским договором 1920 года. 29 февраля 1920 года был утверждён герб Подкарпатской Руси — стоящий медведь и флаг — сине-жёлтое полотнище. 26 апреля был учреждён пост земского губернатора. С 1923 года Подкарпатская Русь имела 9 депутатов в чехословацком парламенте.
Первым губернатором стал Григорий Жаткович. В знак протеста против того, что обещанная автономия так и не была предоставлена, он ушёл со своего поста и вернулся в Америку. После него во главе территории были Пётр Эренфельд (1921—1923), Антон Бескид (1923—1933), Антонин Розсыпал (1933—1935), Константин Грабарь (1935—1938). Вначале территория была разделена на три жупы — ужгородскую, мукачевскую и мармарошскую, а в 1927 году на 12 районов с районными центрами Берегово, Великий Берёзный, Волово, Иршава, Мукачево, Перечин, Рахов, Свалява, Севлюш, Тячево, Ужгород, Хуст.

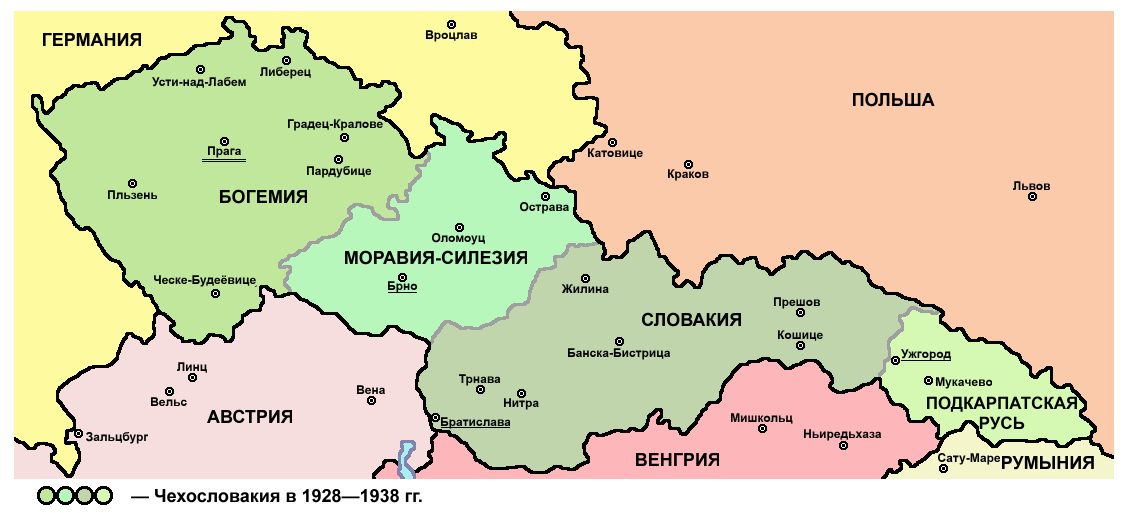
Подкарпатская Русь в составе Чехословакии

Политическая ситуация в Карпатской Руси была сложная. Украинофилы во главе с Августином Волошином желали автономии в рамках ЧСР, русофилы, представленные крестьянской партией Андрея Бродия, сторонника присоединения к Венгрии и Русской национально-автономной партией униатского священника Фенцика, которая ориентировалась на итальянских фашистов, поддерживали автономию в составе ЧСР или Венгрии, Объединённая Венгерская партия (около 10 % голосов) требовала вхождения в состав Венгрии, коммунисты (до 25 % голосов) хотели присоединения к советской Украине. Так на выборах 1935 года 63 % голосов получили сторонники полной автономии, присоединения к Венгрии или Украине и лишь 25 % сторонники Чехословакии. Против автономии выступали все чешские партии Карпатской Руси.

## Автономия и кратковременная независимость
Автономию в рамках ЧСР Карпатская Русь получила лишь 11 октября 1938 года. Большую роль в получении автономии сыграл Алексей Геровский, за счёт своего большого авторитета среди русинов сумевший добиться объединения практически всех самых влиятельных политических сил края в единый «Русский блок». Геровским, Бродием и Бачинским был разработан меморандум о предоставлении Карпатской Руси автономии, который был подан премьер-министру Милану Годже 13 сентября 1938 года. Борьба за пост главы правительства шла между Бродием и Фенциком, которые приехали 7 октября в Прагу на переговоры об утверждении автономии. Как вспоминал в своих воспоминаниях министр сельского хозяйства Ладислав Фаерабенд, который присутствовал на переговорах, «было омерзительно видеть их недостойную борьбу друг с другом на заседании».
В итоге, первое правительство возглавил Андрей Бродий. Тогда же, в сентябре 1938 года, образовалась парамилитарная организация закарпатской молодёжи — Украинская национальная оборона. 19 октября 1938 года на заседании правительства был поднят вопрос о вхождении в Венгрию, а 24 октября 1938 года Бродий был арестован разведкой Чехословакии, которая обвинила его в сотрудничестве с венгерской разведкой (11 февраля 1939 года амнистирован Гахой, в мае стал депутатом венгерского парламента).
26 октября 1938 года правительство возглавил Августин Волошин. 31 декабря 1938 г. «Правительственный вестник Подкарпатской Руси» («Урядовий вісник…») опубликовал решение автономного правительства, согласно которому «до определённого установления названия Подкарпатской Руси» в порядке, установленном § 2 конституционного закона от 22 ноября 1938 № 328/1938 Сб. з. и р., наряду с названием «Подкарпатская Русь» допускалось и название «Карпатская Украина».
В это же время начались террористические акты венгерских диверсантов из организации «Сабадчапаток», которые взорвали поезд у Берегово. 2 ноября 1938 года состоялся Венский арбитраж, согласно которому Восточная Словакия и Карпатская Украина должны были войти в состав Венгрии. Уже 20 ноября в южную часть автономии вторглась венгерская армия. 26 октября 1938 года начались провокационные атаки регулярной польской армии, которая в этих делах была союзником Венгрии и противником Чехословакии. Поляки взрывали мосты, нападали на части чехословацкой армии. В этих условиях на основе Украинской национальной обороны была сформирована армия Карпатской Украины — Карпатская Сечь (командующий Дмитрий Климпуш). Начались репрессии против сторонников русо- и русинофильской ориентации, был создан специальный лагерь Думен для их интернирования.
В этих условиях 12 февраля 1939 года состоялись безальтернативные выборы в Карпатоукраинский сейм, на которых была представлена лишь одна партия — Украинское национальное объединение. 14 марта 1939 года провозгласила свою независимость Словакия, в этот же день собрался карпатоукраинский сейм, но уже на следующий день Германия объявила о создании в Чехии Протектората Богемии и Моравии. Волошин просит чехословацкого генерала Л. Прхалу об организации обороны, но тот отвечает: «Войска продолжают эвакуацию, правительство автономии может с вопросами обороны обратиться к немецкому консульству за помощью». 15 марта 1939 года премьер-министром автономного правительства Подкарпатской Руси Августином Волошиным было провозглашено независимое государство — Карпатская Украина.
Согласно принятому Соймом Конституционному закону, Карпатская Украина провозглашалась республикой. Возглавлять её должен был президент, избираемый парламентом — Соймом Карпатской Украины. Государственным флагом объявлялся сине-жёлтый, гимном — «Ще не вмерла Україна…», гербом — существующий краевой герб (на рисунке) и трезубец князя Владимира. Президентом был избран Августин Волошин, председателем Сейма — Августин Штефан (его заместителями были избраны Фёдор Ревай и Степан Росоха), председателем правительства — Юлиан Ревай.
Правительство Волошина предприняло шаги по превращение «Карпатской Украины» в государство правототалитарного типа, по образу соседней Словакии. Среди прочего, был создан концентрационный лагерь «Думен», куда заключались противники режима — без суда. На территорию «Карпатской Украины» массово прибывали из соседней Галиции сторонники и члены Организации украинских националистов (ОУН).
Волошин сразу же обратился с телеграммой лично к Адольфу Гитлеру с просьбой о признании Карпатской Украины под охраной Рейха и недопущении её захвата Венгрией:

«От имени правительства Карпатской Украины прошу Вас принять к сведению провозглашение нашей самостоятельности под охраной Немецкого Рейха. Премьер-министр доктор Волошин. Хуст».Оригинальный текст (укр.)“Від імені уряду Карпатської України прошу Вас прийняти до відома проголошення нашої самостійності під охороною Німецького Рейху. Прем’єр-міністр доктор Волошин. Хуст”

Тем не менее Гитлер, не желавший ссориться с Миклошем Хорти, проигнорировал телеграмму. Утром следующего дня немецкий консул в Хусте посоветовал украинским политикам «не сопротивляться венгерскому вторжению, так как немецкое правительство в данной ситуации не может, к сожалению, принять Карпатскую Украину под протекторат».
Уже через три дня Венгрия оккупировала Закарпатье — 21 марта чехословацкие чиновники и последние чехословацкие части покинули территорию Закарпатья и были разоружены в Гумённом, Саноке и Тячеве. Карпатская Сечь, насчитывавшая к тому времени около 2 тысяч солдат, оказывала упорное сопротивление, но была разбита и отступила в Румынию и Словакию. Премьер-министр Венгрии Телеки на заседании парламента объявляет, что венгерская армия восстановит порядок и сообщает, что: «Народу Карпатской Украины будет предоставлена автономия».

## Послевоенный период
В сентябре-октябре 1944 года Закарпатье было занято советскими войсками в результате Карпатско-Ужгородской операции. В ноябре-декабре 1944 года была осуществлена депортация венгров и немцев Закарпатья.
После освобождения территории советской армией в 1944 году в Закарпатье сначала снова вернулась чехословацкая власть. Президент Бенеш запретил на территории функционирование немецких, венгерских и русофильских партий Бродия и Фенцика, а также официальное употребление слов «Судеты» и «Подкарпатская Русь».
Затем, 26 ноября 1944 года, собрание в Мукачево высказалось за присоединение к УССР. 29 июня 1945 года было подписано соглашение о присоединении Карпатской Украины к УССР, ратифицировано соглашение было 27 ноября, а договор о границе подписан 22 ноября. 4 апреля 1946 года произошёл последний обмен территорией с ЧСР, и Закарпатская Украина стала Закарпатской областью УССР (теперь — Украина).
На следующий день, после обращения Собрания народных комитатов Подкарпатской Руси к руководству Советского Союза лично к Сталину обратился Православный съезд Подкарпатской Руси во главе с архимандритом Кабалюком и профессором Линтуром с новым предложением: включить в состав СССР Карпато-Русскую ССР как 17-ю республику. Это обращение было отклонено.

## Население

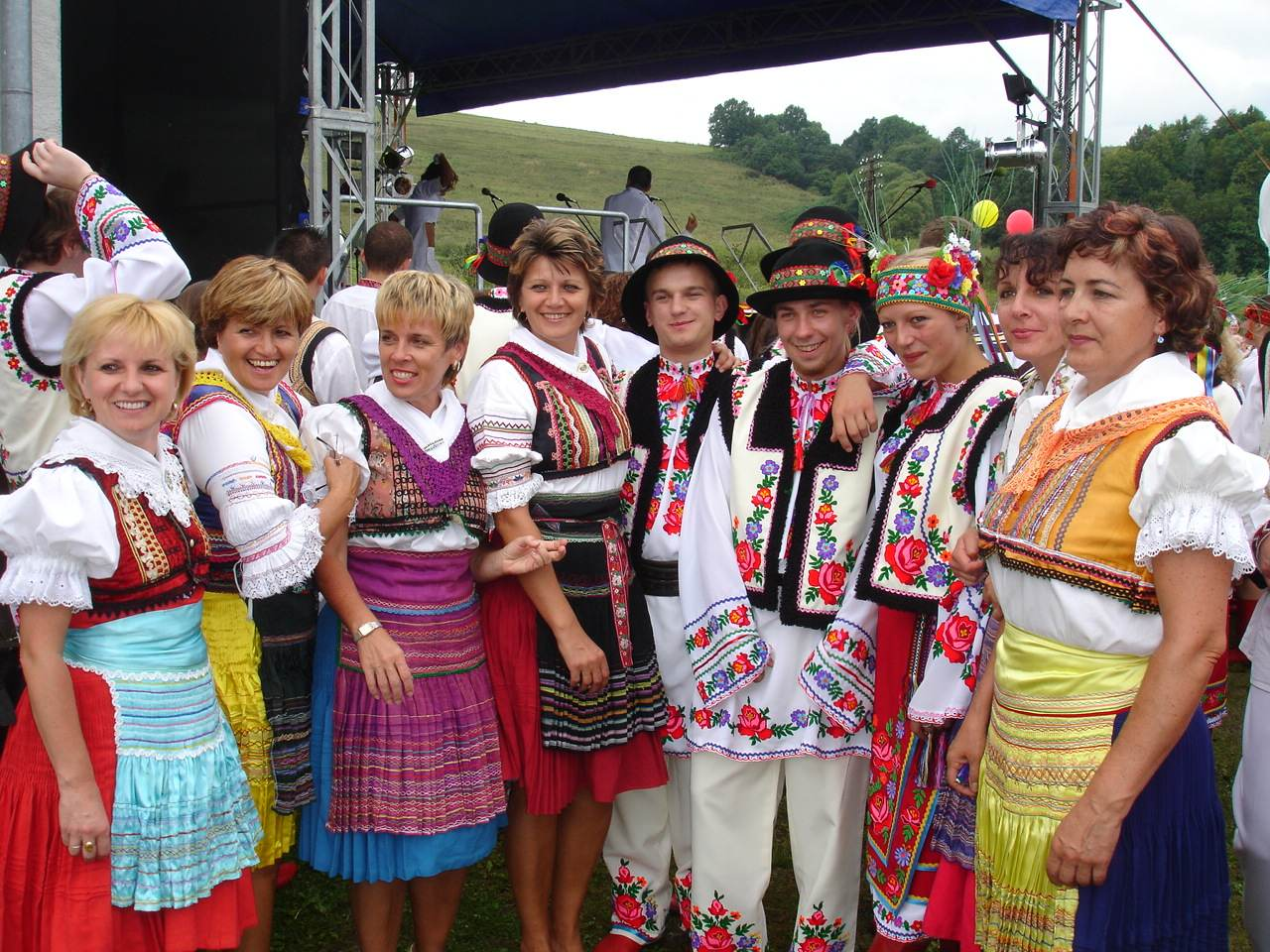
Лемки Пряшева (слева) и Перемышля (справа) в традиционных народных костюмах. Фото: Село Мокре вблизи Санок (Польша). 2007

### Словакия
На востоке преобладают русины, на западе встречаются лишь отдельные русинские деревни. Крайними западными точками считаются деревни Литманова и Остурня (49°20′00″ с. ш. 20°14′00″ в. д.) у Старой Любовни.
Данные переписи 2001 года в Словакии, русинское и украинское население в процентах
| Район               | %    |
| ------------------- | ---- |
| Район Медзилаборце  | 45,4 |
| Район Свидник       | 13,0 |
| Район Снина         | 11,6 |
| Район Стропков      | 6,1  |
| Район Гуменне       | 5,0  |
| Район Бардейов      | 4,2  |
| Район Стара Любовня | 4,5  |
| Район Прешов        | 1,4  |

В среде русино-украинского населения Карпат происходят сильные процессы ассимиляции. Более точную картину прошлого состояния заселения края русинами может дать процентное соотношение православных и грекокатоликов:
Данные переписи 2001 года в Словакии, православное и грекокатолическое население в процентах
| Район                   | %    |
| ----------------------- | ---- |
| Район Медзилаборце      | 84,5 |
| Район Свидник           | 56,3 |
| Район Стропков          | 48,3 |
| Район Собранце          | 43,9 |
| Район Снина             | 43,2 |
| Район Стара Любовня     | 33,0 |
| Район Михаловце         | 25,6 |
| Район Бардейов          | 24,5 |
| Район Вранов-над-Топлёу | 24,4 |
| Район Требишов          | 24,2 |
| Район Гуменне           | 21,2 |
| Район Сабинов           | 11,3 |
| Район Гелница           | 10,6 |
| Район Прешов            | 8,8  |